# 색조화

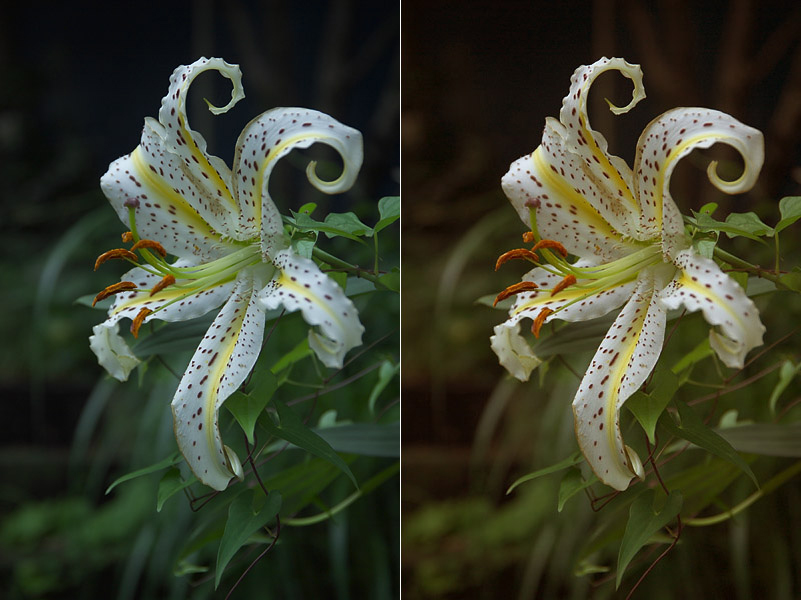
왼쪽 사진은 디지털 카메라에서 찍은 것이며 오른쪽 사진은 빛은 유지하되 회색 표면을 하얗게 조절한 것이다.

사진술과 화상 처리 분야에서 색조화, 색 균형 또는 컬러 밸런스(color balance)는 색(빨강, 초록, 파랑의 주요 삼원색)의 강도에 대한 전반적인 수정을 말한다. 이러한 수정의 중대한 목적은 특정한 색들, 특히 중립적인 색들을 표현하기 위한 것이다. 이러한 방식은 일반적으로 그레이 밸런스(gray balance), 뉴트럴 밸런스(neutral balance), 또는 화이트 밸런스(white balance)로 불린다. 색조화는 그림 속에 섞인 색을 바꾸며 색 보정에 쓰인다.
잘 알려져 있는 화상 편집 응용 프로그램들이 제공하는 색조화 기능은 일반적으로 색의 느낌이나 재생산 모델(reproduction model)에 관계 없이, 빨강, 초록, 파랑 채널의 화소 값을 직접 조절한다. 영화 촬영에서 색조화는 일반적으로 카메라 렌즈를 사용하거나 색 보정 필터를 사용하여 수행한다.

## 같이 보기
- 색 온도
- 감마 보정